# Шърман (окръг, Орегон)
Вижте пояснителната страница за други значения на Шърман.
Окръг Шърман (на английски: Sherman County) е окръг в щата Орегон, Съединени американски щати. Площта му е 2152 km², а населението - 1934 души (2000). Административен център е град Моро.

## Градове
- Грас Вали
- Ръфъс
- Уаско